# Prêmio Ruth Lyttle Satter de Matemática
O Prêmio Ruth Lyttle Satter de Matemática (em inglês:  Ruth Lyttle Satter Prize in Mathematics), também denominado Prêmio Satter (em inglês:  Satter Prize), é um prêmio bianual concedido pela American Mathematical Society em reconhecimento a uma contribuição de destaque à pesquisa matemática por uma mulher nos prévios seis anos. Homenageia Ruth Lyttle Satter.

## Recipientes
O Prêmio Satter é concedido a cada dois anos. As recipientes do Prêmio Ruth Lyttle Satter de Matemática são:
| Ano  | Imagem                | Recipiente             | Razão |
| ---- | --------------------- | ---------------------- | --- |
| 1991 | Dusa McDuff           | Dusa McDuff            | "por seu excelente trabalho durante os últimos cinco anos em geometria simplética" |
| 1993 | Lai-Sang Young        | Lai-Sang Young         | "por seu papel de liderança na investigação das propriedades estatísticas (ou ergódicas) de sistemas dinâmicos" |
| 1995 | Sun-Yung Alice Chang  | Sun-Yung Alice Chang   | "por suas contribuições profundas ao estudo de equações diferenciais parciais em variedades Riemannianas e, em particular, por seu trabalho sobre problemas extremos em geometria espectral e a compactação de métricas isoespectrais dentro de uma classe conforme fixa em uma variedade tridimensional compacta" |
| 1997 | Ingrid Daubechies     | Ingrid Daubechies      | "por sua análise profunda e bela de wavelets e suas aplicações" |
| 1999 |                       | Bernadette Perrin-Riou | "por sua pesquisa teórico-numérica sobre funções L p-ádicas e teoria de Iwasawa" |
| 2001 |                       | Karen Smith            | "por seu excelente trabalho em álgebra comutativa" |
| 2001 | Sijue Wu              | Sijue Wu               | "por seu trabalho em um problema de longa data na equação das ondas de água" |
| 2003 | Abigail Thompson      | Abigail Thompson       | "por seu excelente trabalho em topologia tridimensional" |
| 2005 | Svetlana Jitomirskaya | Svetlana Jitomirskaya  | "por seu trabalho pioneiro em localização quasiperiódica não perturbativa, em particular pelos resultados em seus artigos (1) Metal–insulator transition for the almost Mathieu operator, Ann. of Math. (2) 150 (1999), no. 3, 1159–1175, e (2) com J. Bourgain, Absolutely continuous spectrum for 1D quasiperiodic operators, Invent. Math. 148 (2002), no. 3, 453–463" |
| 2007 | Claire Voisin         | Claire Voisin          | "por suas contribuições profundas para a geometria algébrica, e em particular por suas soluções recentes para dois problemas abertos de longa data: o problema Kodaira (On the homotopy types of compact Kähler and complex projective manifolds, Inventiones Mathematicae, 157 (2004), no. 2, 329–343) e conjectura de Green (Green's canonical syzygy conjecture for generic curves of odd genus, Compositio Mathematica, 141 (2005), no. 5, 1163–1190; e Green's generic syzygy conjecture for curves of even genus lying on a K3 surface, Journal of the European Mathematical Society, 4 (2002), no. 4, 363–404)" |
| 2009 | Laure Saint-Raymond   | Laure Saint-Raymond    | "por seu trabalho fundamental sobre os limites hidrodinâmicos da equação de Boltzmann na teoria cinética dos gases" |
| 2011 |                       | Amie Wilkinson         | "por suas contribuições notáveis para o campo da teoria ergódica de sistemas dinâmicos parcialmente hiperbólicos" |
| 2013 | Maryam Mirzakhani     | Maryam Mirzakhani      | "por suas contribuições profundas para a teoria dos espaços de módulos das superfícies de Riemann" |
| 2015 | Hee Oh                | Hee Oh                 | "por suas contribuições fundamentais para os campos de dinâmica em espaços homogêneos, subgrupos discretos de grupos de Lie e aplicações à teoria dos números" |
| 2017 |                       | Laura DeMarco          | "por suas contribuições fundamentais para a dinâmica complexa, Teoria do potencial e o campo emergente da dinâmica aritmética" |
| 2019 |                       | Maryna Viazovska       | "por seu trabalho inovador em geometria discreta e sua solução espetacular para o problema de empacotamento de esferas na dimensão oito" |
| 2021 |                       | Kaisa Matomäki         | "por seu trabalho (grande parte dele em conjunto com Maksym Radziwiłł) abrindo o campo das funções multiplicativas em intervalos curtos de uma forma completamente inesperada e muito frutífera ..." |